# Dipartimento di Séguélon
Il dipartimento di Séguélon è un dipartimento della Costa d'Avorio. È situato nella regione di Kabadougou, distretto di Denguélé.
Nel censimento del 2021 è stata rilevata una popolazione di 33.585 abitanti. 
Il dipartimento è suddiviso nelle sottoprefetture di 
Gbongaha, Séguélon.